# 西堼遗址
西堼遗址，位于山东省滨州市沾化县沾化县冯家乡西堼村，是中华人民共和国山东省文物保护单位之一。
1992年6月12日，授予山东省文物保护单位，是一座古遗址。